# Alessandro (California)
Alessandro es un área no incorporada ubicada en el condado de Riverside en el estado estadounidense de California.

## Geografía
Alessandro se encuentra ubicada en las coordenadas 33°53′10″N 117°16′13″O / 33.88611, -117.27028.